# Hygroamblystegium tenuinerve
Hygroamblystegium tenuinerve là một loài rêu trong họ Amblystegiaceae. Loài này được Broth. ex Sakurai mô tả khoa học đầu tiên năm 1932. Danh pháp khoa học của loài này chưa được làm sáng tỏ. 